# Mourão
Mourão – miejscowość w Portugalii, leżąca w dystrykcie Évora, w regionie Alentejo w podregionie Alentejo Central. Miejscowość jest siedzibą gminy o tej samej nazwie. 

## Zabytki
- Zamek w Mourão

## Demografia
| Liczba ludności gminy Mourão (1801–2011) | Liczba ludności gminy Mourão (1801–2011) | Liczba ludności gminy Mourão (1801–2011) | Liczba ludności gminy Mourão (1801–2011) | Liczba ludności gminy Mourão (1801–2011) | Liczba ludności gminy Mourão (1801–2011) | Liczba ludności gminy Mourão (1801–2011) | Liczba ludności gminy Mourão (1801–2011) | Liczba ludności gminy Mourão (1801–2011) | Liczba ludności gminy Mourão (1801–2011) |
| ---------------------------------------- | ---------------------------------------- | ---------------------------------------- | ---------------------------------------- | ---------------------------------------- | ---------------------------------------- | ---------------------------------------- | ---------------------------------------- | ---------------------------------------- | ---------------------------------------- |
| 1801                                     | 1849                                     | 1900                                     | 1930                                     | 1960                                     | 1981                                     | 1991                                     | 2001                                     | 2004                                     | 2011                                     |
| 2 615                                    | 2 341                                    | 3 855                                    | 5 064                                    | 5 815                                    | 3 487                                    | 3 273                                    | 3 230                                    | 3 348                                    | 2 663                                    |

## Sołectwa
Sołectwa gminy Mourão (ludność wg stanu na 2011 r.):
- Granja – 605 osób
- Luz – 290 osób
- Mourão – 1768 osób